# 1986 en Saskatchewan
Chronologie de la Saskatchewan
- 1982
- 1983
- 1984
- 1985
- 1986
- 1987
- 1988
- 1989
- 1990

Cette page concerne des événements d'actualité qui se sont produits durant l'année 1986 dans la province canadienne de la Saskatchewan.

## Politique
- Premier ministre : Grant Devine
- Chef de l'Opposition :
- Lieutenant-gouverneur : Frederick W. Johnson
- Législature :

## Naissances

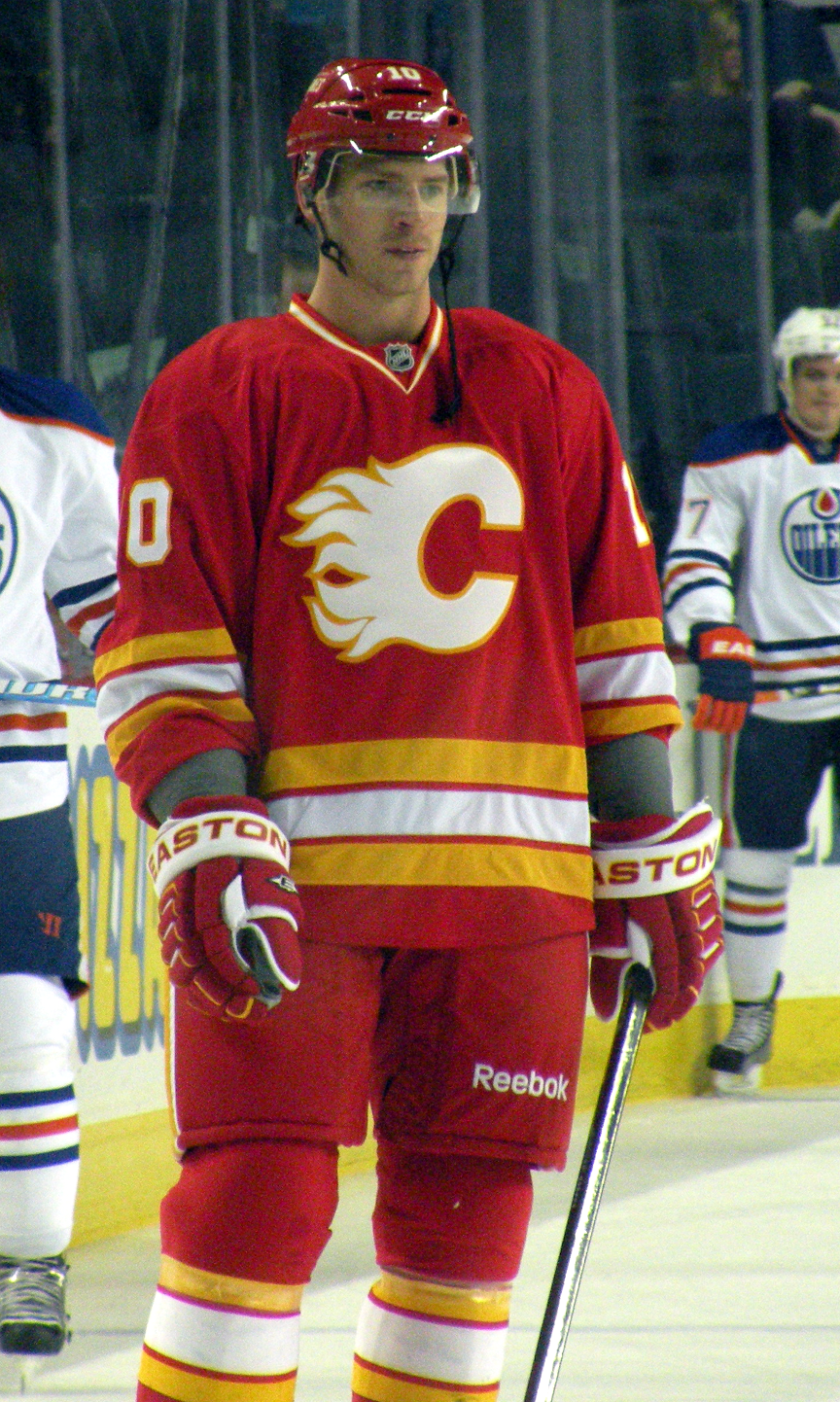
Blake Comeau

- 19 février : Blake Comeau (né à Meadow Lake) est un joueur professionnel de hockey sur glace.
- 11 août : Aaron Boogaard (né à Regina) est un joueur professionnel de hockey sur glace canadien. Il est le frère cadet du défunt Derek Boogaard, un autre joueur professionnel de hockey.
- 22 novembre : Matt Watkins (né à Aylesbury) est un joueur professionnel de hockey sur glace canadien.
- 20 décembre : Derek Dorsett (né à Kindersley) est un joueur professionnel de hockey sur glace canadien[1].

## Décès
- 24 février : Tommy Douglas, premier ministre de la Saskatchewan.